# Château de Monopoli
Le château de Monopoli (ou château Charles Quint) est une petite forteresse située à Monopoli, ville métropolitaine de Bari dans les Pouilles. Il a éte construit pendant la période de domination espagnole de la ville au XVIe siècle et fait partie du système de fortification de la ville,.

## Historique
Les travaux de construction du château se terminèrent en 1552 : la forteresse fut commandée par l'empereur Charles Quint en vue du système de fortification côtière des Pouilles. Il a été construit sur un petit promontoire (appelé Punta Pinna), en utilisant comme noyau central l'église San Nicola in Pinna du Xe siècle et une grande porte romaine du Ier siècle av. J.-C. (fortifiée par deux corps de garde latéraux à deux étages), à son tour construite sur les murs messapiens du Ve siècle av. J.-C. Les fouilles archéologiques des années 1990-2010 par la Surintendance archéologique des Pouilles ont éliminé tout doute à cet égard.
Les travaux furent achevés sous la direction du vice-roi Pierre Alvarez de Tolède ou, selon d'autres versions, du marquis Don Ferrante Loffredo (it).
En 1600, la forteresse fut agrandie et rénovée : la physionomie extérieure et la composition intérieure furent considérablement modifiées, passant ainsi d'une structure purement défensive à une structure résidentielle. Dans la première moitié du XIXe siècle, le château devint une prison de district jusqu'en 1969.

### Musée de la mer
Abandonné par la suite, il est aujourd'hui utilisé (après avoir subi d'importants travaux de consolidation et de restauration dans les années 90) comme lieu pour accueillir d'importants événements culturels tels que des expositions de peinture, de photographie et de cinéma, en tant que Musée de la mer de Monopoli. Fondé en 2010, il présente l'histoire de la ville et de sa relation avec la mer, depuis l'âge du bronze jusqu'au début du XIXe siècle.

## Description

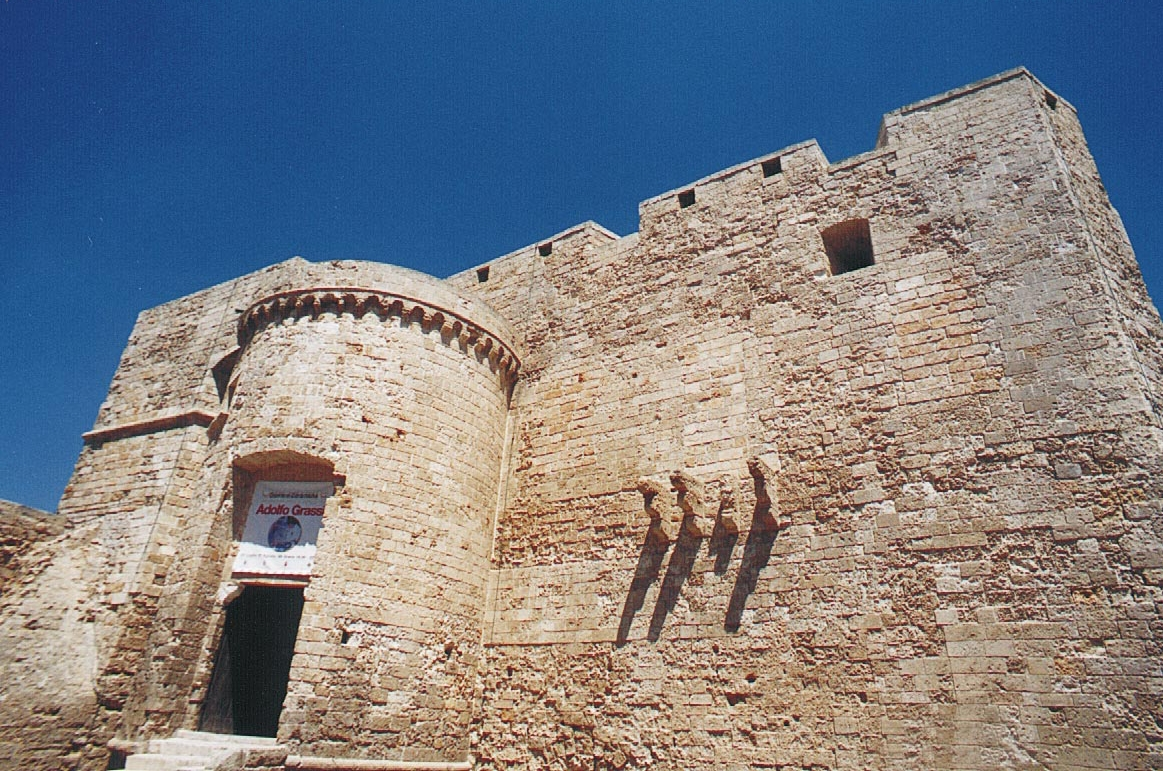
Accès à la forteresse côté terre ; notons les emplacements de canons dirigés vers la ville, typiques de la fonction ambivalente des forteresses urbaines (intimidation vers l'intérieur et défense vers l'extérieur).

Le plan simple du château est enrichi par des bastions pentagonaux qui s'élèvent sur cinq côtés. Le pont-levis (et donc l'entrée principale) devait être situé au sud-ouest où s'élève une tour cylindrique construite plus tard et accessible par une petite rampe.
À gauche de la tour, une partie bien conservée des anciens murs est encore visible. Les nombreux emplacements de canons, répartis depuis les toits jusqu'à la surface de l'eau, à l'extérieur et à l'intérieur du port, sont bien disposées. La grande « salle d’armes » est évocatrice. Sous la loggia se trouve le blason en pierre portant la date de 1552, et du nom du vice-roi Pierre de Tolède qui a fait construire l'essentiel du bâtiment.

### L'intérieur

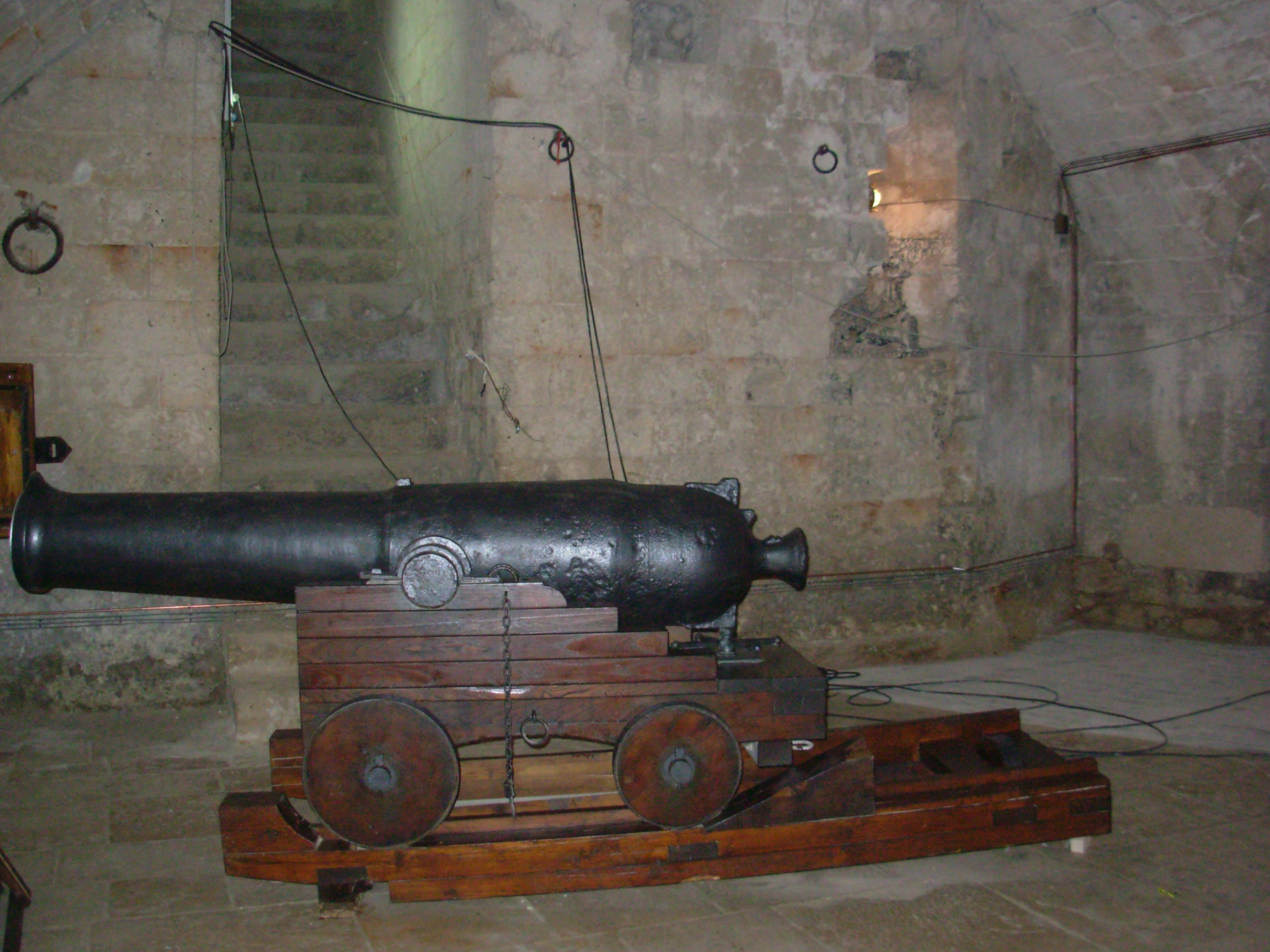
Armurerie : Emplacement de canon appelé « a pelo d'acqua » (en français, « sur l'eau »), équipé d'un obusier napoléonien en fer de 1840 à canon lisse et affût, complet de dispositif d'inclinaison, coulisse de recul. Au fond, à peine visible à contre-jour, se trouve l'angle gauche de la porte romaine.

Le bâtiment présente plusieurs éléments d'intérêt artistique et historique :
- L'église rupestre San Nicola de Pinna, fondée à la fin du Xe siècle par le monopolite Sassone.
- Le grand arsenal, caractérisé par quatre canonnières « à  la surface de l'eau », deux faces au large, deux à l'intérieur du port, desservies par quatre obusiers napolitains à canon lisse de 1 400 kg de la première moitié du XIXe siècle.
- Le château se superpose à une grande porte romaine du Ier siècle av. J.-C. (qui surplombe l'armurerie), équipée de deux corps de garde à deux étages, surmontés de deux tours octogonales (actuellement presque entièrement incorporées aux masses du château du XVIe siècle. Les fortifications romaines sont fondées sur les puissants murs messapiens du Ve siècle av. J.-C. qui, à leur tour, dans l'abside de l'église, se dressent sur les restes d'une ancienne agger préhistorique.

Cette création complexe de la forteresse a été mise au jour lors des recherches archéologiques menées par la Soprintendenza Archaeologica di Puglia (Dott. Miranda Carrieri), par les restaurateurs de l'ingénieur Francesco Selicato et, après l'achèvement de la restauration en 2011, par l'architecte Domenico Capitano. L'étude de l'architecte Angelo Papio est également très intéressante et bien documentée.

## Curiosité
- Un historien inconnu des années 1700 rapporte qu'à son époque, on pêchait le corail sous le château, lequel apparemment était collecté en abondance dans les eaux en contrebas.
- L'habitant du château vers 1750, Martino Coquemont (colonel des armées de Ferdinand IV de Naples), mourut à 101 ans en 1773.

## Galerie

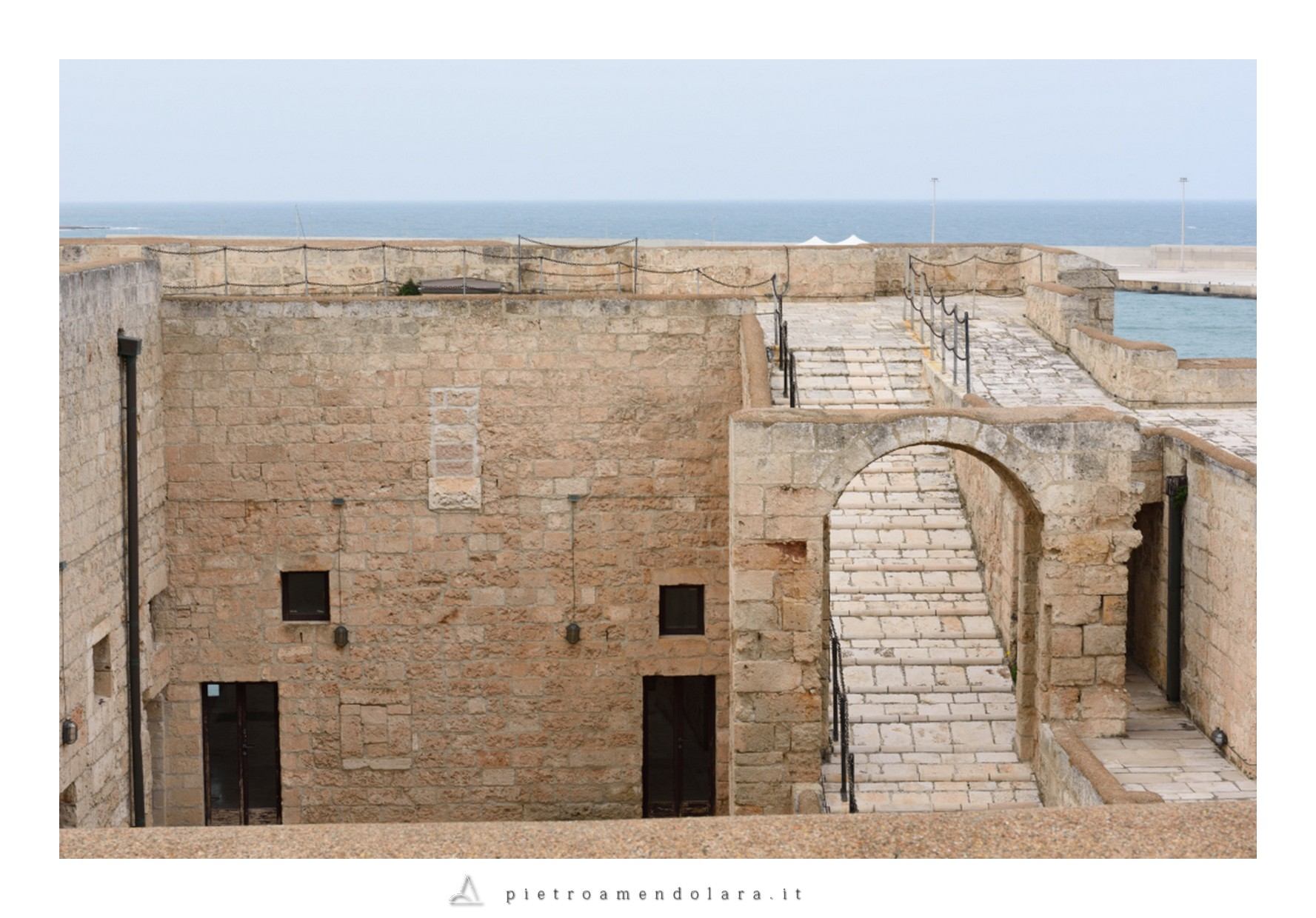
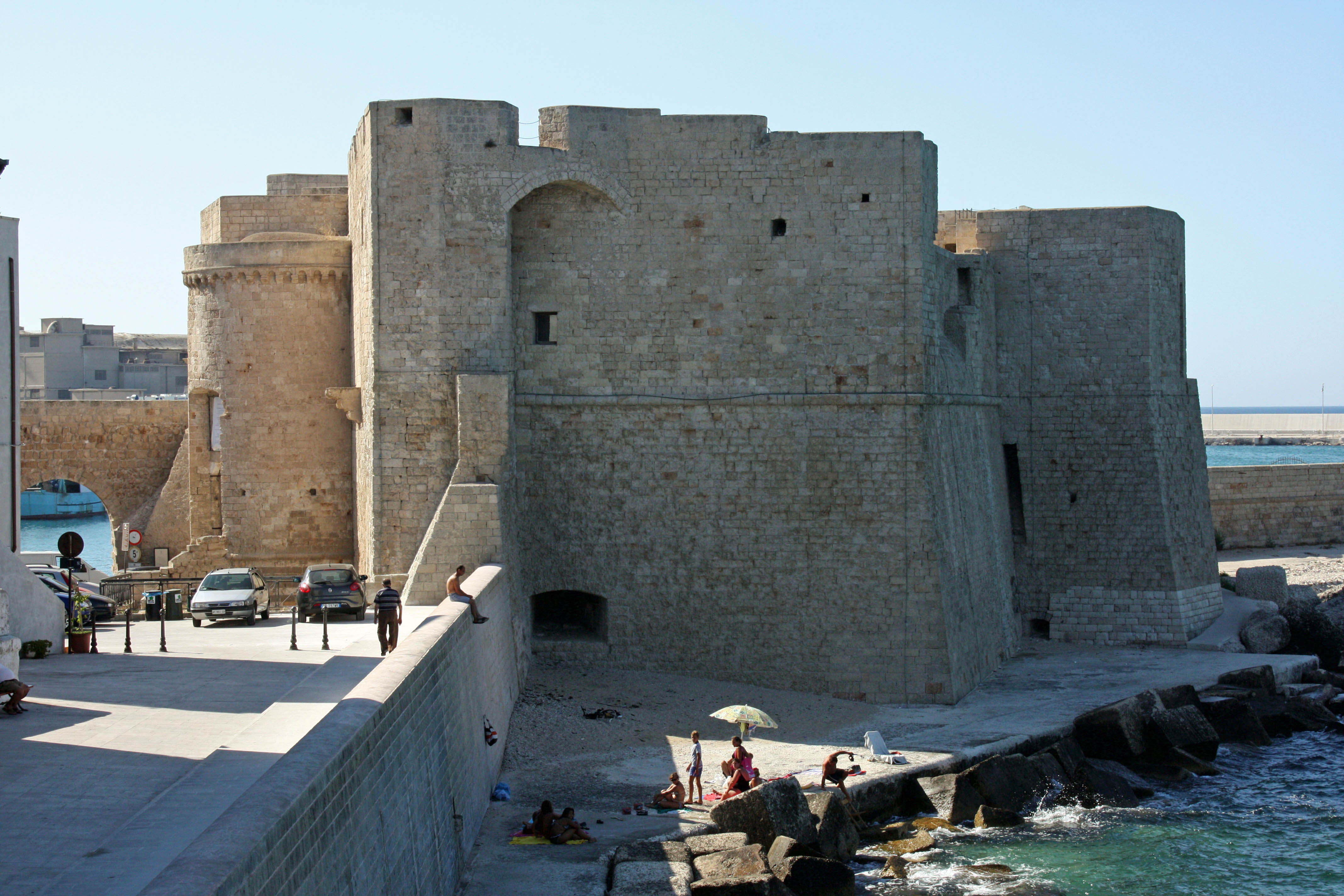